# 日本凯利蛤
日本凯利蛤（学名：Kellia japonica），是帘蛤目猿头蛤科凯利蛤属的一种。主要分布于中国大陆，常栖息在潮间带至潮下带。